# Хаген, Элиас Кристофферсен
Элиас Кристофферсен Хаген (норв. Elias Kristoffersen Hagen; 20 января 2000, Осло, Норвегия) — норвежский футболист, полузащитник клуба «Волеренга».

## Клубная карьера
Хаген — воспитанник клуба «Лиллестрём». В начале 2018 года для получения игровой практики Элиас подписал контракт с командой «Гроруд». 15 апреля в матче против «Хёнефосса» он дебютировал во Втором дивизионе Норвегии. В этом же поединке Элиас сделал «дубль», забив первые голы за «Гроруд». В 2020 году Хаген перешёл в «Будё-Глимт». 13 сентября в матче против «Одда» он дебютировал в Типпелиге. В своём дебютном сезоне Хаген помог клубу выиграть чемпионат. 
В январе 2023 года Хаген стал игроком шведского клуба «Гётеборг», контракт рассчитан до 2026 года. Первый матч за клуб сыграл 20 февраля в Кубке Швеции против «Утсиктен», где отыграл 90 минут и забил один гол. 2 апреля дебютировал в чемпионате Швеции в матче против «Вернаму». Единственный гол за «Гётеборг» в чемпионате забил 4 мая в ворота «Дегерфорс». 
31 июля 2023 года подписал контракт с норвежским клубом «Волеренга» до 2027 года. 

## Достижения
Клубные
 «Будё-Глимт»
- Чемпион Норвегии (2) — 2020, 2021